# Joachim Boldsen
Joachim Boldsen (Helsingør, 30 de abril de 1978) fue un jugador de balonmano danés que jugaba como central. Fue uno de los componentes de la Selección de balonmano de Dinamarca con la que disputó 186 partidos internacionales en los que ha anotó un total de 405 goles, debutando un 23 de agosto de 1998 contra la selección de Groenlandia. 

## Carrera profesional
Hijo de Steen Boldsen, que también fue un jugador de la selección nacional danesa de balonmano, se formó en el Helsingør IF de su localidad natal, hasta que fichó a los 19 años por el GOG Gudme, que era en aquellos momentos uno de los mejores clubes de balonmano de Dinamarca, siendo Boldsen uno de los mayores talentos del balonmano danés, con cuya selección juvenil se había proclamado campeón de Europa en 1996 y un año más tarde campeón del mundo de la misma categoría.
Tras los Juegos Olímpicos de Pekín de 2008, renunció al equipo nacional danés para centrarse en su carrera en el FC Barcelona, club por el que acaba de fichar aquel verano.

## Vida personal
Joachim Boldsen contrajo matrimonio en 2006 con su novia Nancy, con la que tuvieron posteriormente una hija. 
Participó en la versión danesa del concurso Bailando con las estrellas, si bien tuvo que retirarse del mismo debido a una lesión durante un entrenamiento.

## Equipos
- GOG Gudme (1997-1999)
- TV Großwallstadt (1999-2001)
- SG Flensburg-Handewitt (2001-2007)
- Aalborg HB (2007-2008)
- FC Barcelona (2008-2010)
- AG København (2010-2012)
- Kolding IF (2012-2014)

## Palmarés
- Liga de Dinamarca 1998, 2011, 2012, 2014
- Copa de Dinamarca 1998, 2011
- EHF City Cup 2000
- Copa de Alemania 2003, 2005
- Bundesliga  2004
- Copa EHF  2006